# Bulandshahr
Bulandshahr es  una ciudad y municipio situado en el distrito de Bulandshahr en el estado de Uttar Pradesh (India). Su población es de 222519 habitantes (2011). El área metropolitana cuenta con 234945 habitantes (2011).Se encuentra a 68 km de Nueva Delhi.

## Demografía
Según el  censo de 2011 la población de Bulandshahr era de 222519 habitantes, de los cuales 116273 eran hombres y 106246 eran mujeres. Bulandshahr tiene una tasa media de alfabetización del 77,48%, superior a la media estatal del 67,68%: la alfabetización masculina es del 83,71%, y la alfabetización femenina del 70,74%.